# Кот, Мацей
Ма́чей Кот (пол. Maciej Kot; род. 9 июня 1991 года, Лиманова, Польша) — польский прыгун с трамплина, бронзовый призёр Олимпийских игр 2018 года и чемпион мира 2017 года в командном первенстве.
Дебютировал в кубке мира 2007/08 13 декабря в Филлахе, Австрия, заняв тогда 35-е место. Первые очки в кубке мира получил 3 декабря 2011 года на этапе в Лиллехаммере, став 19-м.
Первую победу в Кубке мира одержал 11 февраля 2017 года в Саппоро.
Личный рекорд Мачея — 244,5 метров — был установлен им 18 марта 2017 года в Викерсунде на полётном трамплине Vikersundbakken.